# Diputació Provincial de Riu Muni
La Diputació provincial de Riu Muni va ser una institució pública de Riu Muni (Espanya), sent l'òrgan de govern i administració d'aquesta província.

## Història
En 1959 els Territoris Espanyols del Golf de Guinea van adquirir l'estatus de províncies espanyoles ultramarines, similar al de les províncies metropolitanes. Per la llei de 30 de juliol de 1959, van adoptar oficialment la denominació de Regió Equatorial Espanyola i es va organitzar en dues províncies: Fernando Poo i Riu Muni.
Al setembre de 1960 va quedar constituïda la Diputació Provincial de Riu Muni (presidida per José Vedú), després de celebrar-se eleccions provincials. Aquest mateix any es van triar els primers Procuradors en Corts guineans, alguns dels quals ho van anar en representació de la Diputació de Riu Muni.
La Diputació constava d'un total de deu membres, dels quals cinc eren triats per consells locals i els altres cinc per corporacions.
La Diputació es mantindria durant l'etapa autonòmica iniciada en 1964, sent els seus presidents Andrés Moisés Mba Ada i posteriorment Federico Ngomo Nandong. La Diputació de Riu Muni passaria a formar part de l'Assemblea General de Guinea Equatorial, de la qual Ngomo va assumir la presidència en 1965.
Després de la Independència de Guinea Equatorial, la Diputació de Riu Muni va ser substituïda pel Consell Provincial de Riu Muni, presidit per Miguel Eyegue Ntutumu.